# Urgence disparitions
Urgence disparitions (Vermist) est une série télévisée belge en 70 épisodes de 48 minutes créée par Bas Adriaensen et Philippe De Schepper, et diffusée entre le 15 avril 2008 et le 7 avril 2016 sur VT4 pour les trois premières saisions, puis sur VIER.
Au Québec, elle est diffusée depuis le 2 septembre 2009 sur Séries+, et en France depuis le 22 novembre 2009 sur W9 et depuis le 11 janvier 2011 sur M6.

## Synopsis
Chaque épisode de la série raconte un suivi de dossier d'une personne disparue par la Cellule des personnes disparues de la Police fédérale belge, qui s'occupe des disparitions, de l'identification de personnes et de restes humains.

## Distribution

### Acteurs principaux
- Stan Van Samang (nl) : Steve Van Hamel
- Joke Devynck : Tine Peeters
- Kevin Janssens : Nick Bulens (saisons 1 à 5)
- Axel Daeseleire : Erik Coppens (saisons 1 à 5)
- Marieke Dilles (nl) : Eva Meyer (depuis la saison 4)
- Koen De Bouw : Walter Sibelius (saisons 1, 2 et 5)
- Cathérine Kools : Milly Lacroix (saisons 1 et 2)
- Mathijs Scheepers (nl) : Michael Van Acker (depuis la saison 6)

### Acteurs récurrents
- Marianne Devriese (nl) : Jolien Geeraerts
- Sven De Ridder (nl) : Karel Dooms
- Tom Van Bauwel (nl) : Danny Bourlon
- Charlotte Timmers : Lena Sibelius
- Inge Paulussen : Anouk Storme
- Han Coucke : Aron Gijsbrechts (2014)

## Épisodes

### Première saison (2008)
1. Evi
2. Alisha
3. Sander
4. Rens
5. Kika
6. Weilandboy
7. Sara
8. Anja
9. Taxi
10. Nick

### Deuxième saison (2010)
1. Lena
2. Elise
3. Vincent
4. Tessa
5. Arno
6. Julie
7. Valentina
8. Mike
9. Hadès et Kerberos (1/2)
10. Hadès et Kerberos (2/2)

### Troisième saison (2011-2012)
1. Bart
2. Amber
3. Dave
4. Lisa
5. Dina
6. John
7. Dooms
8. Sabine
9. Angela
10. Kenny

### Quatrième saison (2012)
1. Hanne
2. Marie
3. Emma
4. Myriam
5. Thomas
6. Jona
7. Christine
8. Paul
9. Ief (1/2)
10. Ief (2/2)

### Cinquième saison (2014)
1. Femke
2. Bernard
3. Milla
4. Liesbeth (1/2)
5. Liesbeth (2/2)
6. Stefanie
7. Inez
8. Maarten
9. Sigi
10. Jimmy

### Sixième saison (2015)
1. Lucas
2. Tine
3. Ruben
4. Kathleen
5. Lars
6. Joyce
7. Sofia
8. Madina
9. Tristan
10. Bruno

### Septième saison (2016)
1. Eline
2. Frank
3. André
4. Lotte
5. Joeri
6. Louic
7. Siska
8. Laurent
9. Dimi
10. Jasper